# Australiteuthis aldrichi
Australiteuthis aldrichi is een kleine soort pijlinktvis die in 2005 door Chung Cheng Lu beschreven. De soort is genoemd naar Frederick Allen Aldrich (1927-1991), een prominente marien bioloog en voormalig "Moses Harvey Professor of Marine Biology" op de Memorial University of Newfoundland. Australiteuthis aldrichi is nooit in leven aangetroffen.

## Kenmerken
Het grootste exemplaar, een vrouwtje, had een mantellengte van 27,6 mm. Het holotype, een mannetje, heeft een mantellengte van 21,3 mm.

## Verspreiding en leefgebied
De soort is beschreven uit specimens die in de kustwateren ten noorden van Australië aangetroffen werden.